# スティービー・ミッチェル
スティービー・ミッチェル（Stevie M. Mitchell）は子役。アメリカ、カナダのテレビドラマや映画を中心に活動。

## 主な出演作品

### テレビドラマ
- High Noon（2000年）：クレジット無し（少年役）
- For All Time（2000年）：Matt（Stevie M. Mitchell名）
- メントーズ（2001年）：サイモン・ケイツ
- Johnson County War（2002年）：Joey
- 間違いだらけのクリスマス・キャロル（2004年）：少年役
- スタッグ（2006年）：マイルズ・パルマー

### 映画
- Snow Day（2000年）
- ランチ・ウィズ・チャールズ（2001年）
- Defining Edward（2003年）：Edward（少年期）
- ウルフマン（2004年）：ジェフリー
- Comeback Season（2006年）：Fred